# ホークアイ (クリント・バートン)
ホークアイ（Hawkeye）は、マーベル・コミックが発行するコミックに登場するスーパーヒーローである。本名はクリント・バートン（Clint Barton）で、他にゴライアス（Goliath）、ローニン（Ronin）の名でも知られる。初登場は『テールズ・オブ・サスペンス』第57号（1964年9月）で、スタン・リーとドン・ヘックにより創造された。ホークアイは『アベンジャーズ』第1期第16号（1965年5月）でアベンジャーズに加入し、以後、著名なチームメンバーとなっている。またIGNによるコミック・ヒーローのトップ100では44位となった。

## 出版上の歴史
ホークアイは『テールズ・オブ・サスペンス』第57号（1964年9月）でヴィランとして登場した。そして『テールズ・オブ・サスペンス』第60号、第64号（1964年12月、1965年4月）でもヴィランとして登場した後、『アベンジャーズ』第1期第16号（1965年5月）でアベンジャーズの一員となった。ホークアイはその後『アベンジャーズ』5期すべて（第1期（1963年 - 1996年）、第2期（1997年）、第3期（1999年 - 2004年）、第4期（2010年 - 2013年）、第5期（2013年 - 継続中）、そのほかスペシャル号も含む）や『アルティメッツ』に長きにわたって登場した。他に、『シークレット・ウォーズ』第1-12号（1984年 - 1985年）にもアベンジャーズの一員として登場した。
ホークアイはリミテッド・シリーズである『ウェストコート・アベンジャーズ』第1-4号（1984年9月 - 1984年12月）、そして後にオンゴーイング・タイトルとなった同誌全102号（1985年10月 - 1994年1月）でフィーチャーされた。『ウェストコート・アベンジャーズ』は第46号（1989年8月）より「アベンジャーズ・ウェストコート」に改題された。また、『ソロ・アベンジャーズ』全40号（1987年12月 - 1991年1月）の多くの号で主役を務めた。同誌は第21号（1989年8月）より「アベンジャーズ・スポットライト」に改題された。
1998年から2002年までホークアイはカート・ビュシークとファビアン・ニシーザの『サンダーボルツ』第20-75号及び2000年のアニュアル誌に登場した。『アベンジャーズ・アカデミー』誌では第21号（2012年1月）から最終第39号（2013年1月）まで助役として登場し、また『シークレットアベンジャーズ』誌では第22号（2012年2月）最終第37号まで（2013年2月）までチームリーダーとして登場した。ホークアイは2013年に始まったニック・スペンサーとルーク・ロスによる『シークレットアベンジャーズ』第2期にもレギュラー登場した。
ホークアイはクロスオーバーイベント『ハウス・オブ・M』（2005年）で特集された。彼はその後、『ニューアベンジャーズ』第26-64号（2007年 - 2010年）、アニュアル第2号（2008年）とアニュアル第3号（2010年）ではローニンとして登場した。クロスオーバーイベント「ダーク・レイン」の際には『New Avengers: The Reunion』第1-4号（2009年）と『Dark Reign: The List - New Avengers』第1号（2009年）でホークアイの姿が見られた。さらにその後の『Siege』第1-4号（2010年）にも登場した。
さらにホークアイの単独での冒険も描かれている。『ホークアイ』第1期第1-4号（1983年）はグルーン・ウォルド（モッキンバードとヴィランのクロスファイアとの初対面が描いた）が執筆した。続いて『ホークアイ』第2期第1-4号（1994号）、『Hawkeye: Earth's Mightiest Marksman』第1号（1998年）が出版された。2003年にはオンゴーイングシリーズ『ホークアイ』第3期1-8号が刊行されたが、これもすぐに打ち切りとなった。2010年にジム・マッキャン脚本、デヴィッド・ロペス作画のオンゴーイングシリーズ『ホークアイ&モッキンバード』が創刊されたが6号で終了した。しかしながら同シリーズのストーリーの続きはリミテッドシリーズ『ウィドウメーカー』全4号（2010年 - 2011年）と『ホークアイ: ブラインドスポット』全4号（2011年）に引き継がれた。2012年8月からはマット・フランクション脚本、デヴィッド・アジャ作画による4期目のオンゴーイングシリーズが開始された。このシリーズでのホークアイは弟子のケイト・ビショップをパートナーとして活動している。
この他にもホークアイは『デアデビル』第1期第99号（1973年）、『インクレディブル・ハルク』第1期第166号（1973年）、『マーベル・チームアップ』第22号（1974年）、『ゴーストライダー』第27号（1977年）、『マーベル・チームアップ』第92号（1980年）、『Marvel Fanfare』第3号（1982年）、『キャプテン・アメリカ』第317号（1986年）、『Contest of Champions II』第3-5号（1999年）、『Fallen Son: The Death of Captain America』第3号（2008年）、『ウォーマシン』第2期第8-10号（2009年）、『Young Avengers Presents』第6号（2008年）、『キャプテン・アメリカ: リボーン』第3-6号（2009年 - 2010年）など多数のタイトルにゲスト登場している。

## キャラクターのバイオグラフィ
クリント・バートン（Clint Barton）はアイオワ州ウェーバリーで生まれる。幼少の頃に自動車事故で両親を亡くし孤児院へ入所。6年後、クリントとその兄のバーニーは孤児院から逃げ出し、カーソン・カーニバルというサーカス団 に入団する。クリントはそこですぐにソーズマンの目にとまり、アシスタントとなった。ソーズマンはトリックショットと共にクリントを弓術の達人にするために鍛え上げた。後にクリントはソーズマンがカーニバルから金を横領しているのを発見する。クリントに通報される前にソーズマンは彼を殴り、街から逃亡した。また兄バーニーやトリックショットとクリントの関係も悪化した。
クリントは弓術の腕を磨き続けてカーニバルのスターとなり、「ホークアイ」と呼ばれ、「世界で最高の射手」として知られるようになった。彼はコニーアイランドのサーカスに入る前はティボルドのサーカスのメンバーであった。彼はアイアンマンの活動を目撃したことにより衣裳を着たヒーローを志した。しかしながら彼は最初の活動の際に誤解を受けて泥棒だと思われてしまった。逃走の際にホークアイはソ連のスパイのブラック・ウィドウと出会って恋に落ちた。盲目的なホークアイはトニー・スタークのテクノロジーを盗もうとするブラック・ウィドウに協力した。アイアンマンとの戦いの際にブラック・ウィドウは重傷を負い、ホークアイは彼女を連れて逃亡するが、病院に届く前に彼女は行方不明となった。ホークアイはその後、「ストレート・シューター」となることを決意した。

### アベンジャーズ
その後ホークアイはエドウィン・ジャービスとその母親を強盗から救出する。ジャービスは感謝の気持ちからホークアイをアベンジャーズ・マンションに招待し、アベンジャーズへの信頼を得られるように努めた。その後ホークアイは旧敵のアイアンマンにより真剣にヒーローになりたがっていることを認められ、キャプテン・アメリカ、クイックシルバー、スカーレット・ウィッチと共にアベンジャーズ入りを表明した。チーム加入直後からホークアイは他のアベンジャーズと対立していた。彼はスカーレット・ウィッチに恋愛感情を抱き、その弟であるクイックシルバーからは敵意を持たれていた。キャプテン・アメリカに対してはそのリーダーシップに反抗していたが、時間が経つにつれて彼を師として尊敬し、友人となった。ソーズマンがアベンジャーズに参加しようとした際、ホークアイは彼のヴィラン時代のことをメンバーに警告した。
ホークアイはアベンジャーズと共に数々の冒険を繰り広げ、自身がヒーローであることを証明した。彼は戦いの最中に故障すると、ヘンリー・ピムから新しいゴライアスの衣裳とアイデンティティを受け継いだ。ホークアイ（ゴライアス）のもとに犯罪組織の幹部となった弟のバーニーが現れた。バーニーはレーザー兵器を作ってアメリカから金を脅し取るというエッグヘッドの計画を知り、アベンジャーズに助けを求めたのであった。アベンジャーズはエッグヘッドとその仲間のマッド・ティンカーとパペット・マスターと対決した。バーニーはその後の戦闘で死亡した（後にバーニーは実はFBIのおとり捜査官であったことが発覚する）。この直後、エッグヘッドはゴライアスを捕らえるためにソーズマンを雇った。クリントはこれを破って逮捕した。クリー・スクラル・ウォーの後、クリントは新しい衣裳を身につけてホークアイのアイデンティティに復帰した。いくつかの冒険の後、ホークアイはビジョンとスカーレット・ウィッチとの関係からアベンジャーズを脱退した。ホークアイは再びオリジナルの衣裳を身につけ、個人での活動を開始した。
ホークアイはブラック・ウィドウと寄りを戻そうと考え、当時彼女の恋人であったデアデビルと一時対決した。その後は怪物ザザックスと戦うハルクを助けた。彼はドクター・ストレンジのマンションに戻るハルクに付いて行き、一時的にディフェンダーズに参加する。またビジョンとスカーレット・ウィッチの結婚式に参加するために一時的にアベンジャーズに復帰した。またホークアイはトゥ・ガン・キッドとゴーストライダーと共に怪物マンティコアを倒した。
ホークアイはアベンジャーズのメンバーが謎の失踪を遂げるとチームに復帰した。残されていたアベンジャーズは事件がエルダーズ・オブ・ジ・ユニバースのコレクターの仕業であることを突き止める。チームメイトが敗北した後、ホークアイは単独でコレクターを破り、コルバックとの最終決戦のためにチームに合流した。その後ホークアイはアベンジャーズと政府の新たなヘンリー・ピーター・ガイリックの政治的戦略のためにチームを抜け、代わりにファルコンが招かれた。民間の仕事を探すホークアイはクロス・テクノロジカル・エンタープライズに警備長として雇われた。彼は会社と敵対するシャイアのヴィランのデスバード、ミスター・フィアー を倒し、従業員のアンブローズ・コナーズの陰謀を妨害した。ホークアイはその後ムーンドラゴンの「誘導」によりアベンジャーズ・マンションに戻り、短期間だけ再加入した。さらにホークアイはタスクマスターを倒そうとするマルセラ・カーソンを助けるためにカーソン・カーニバルに戻った。彼はアントマンの協力により敵を倒した。その後ホークアイはヘンリー・ピムを救出しようとした際にエッグヘッドを誤って殺害した。

### モッキンバードとの結婚
クロス・テクノロジカル・エンタープライズの警備長の仕事に復帰したホークアイは元S.H.I.E.L.D.エージェントでモッキンバードの名でも知られるバーバラ・"ボビィ"・モースと出会った。2人は企業の元所有者のいとこであるクロスファイアが攻撃性を誘発する音響兵器を使ってスーパーヒーローコミュニティを破壊する陰謀を企てていることを突き止める。ホークアイはクロスファイアとの戦いの際に彼の武器に対処するためにソニックアローを使ったことで難聴者となってしまうが、モッキンバードと協力して倒し、その直後に2人は結婚した。当時アベンジャーズに席を置いていたビジョンの方針により、ホークアイ（補聴器を使用）とモッキンバードはロサンゼルスへ移り、アベンジャーズの西海岸支部であるウエスト・コースト・アベンジャーズを設立した。ホークアイとモッキンバードは作戦基地を探している間に刑務所から脱獄したクロスファイアと戦う。彼らは元女優のモイラ・ブランドンの助けにより彼を倒し、彼女の大邸宅は新しいアベンジャーズ・コンパウンドとなった。ウェストコースト・アベンジャーズが過去へ冒険した際、モッキンバードはオールドウエストン・ヒーローのリンカーン・スレイドことファントムライダーに捕らわれる。ファントムライダーはモッキンバードを洗脳し、性的関係を強要する。モッキンバードは洗脳から回復し、戦いの最中に崖から落ちるファントムライダーを見殺しにしてしまう。後にこの事実を知ったホークアイは驚愕する。モッキンバードはウエストコースト・アベンジャーズを去り、ホークアイとの関係は希薄なものとなってしまう。
ホークアイは前師トリックショットから生死をかけた決闘を申し込まれる。ホークアイはしぶしぶながら挑戦を受けて勝利する。トリックショットは癌で死にかけており、決闘による名誉の死を望んでいることを明かす。ホークアイはその望みを叶える代わりに病気の治療費を提供することを約束する。その後クロスファイアがホークアイの右腕に懸賞金を賭けると、ガンが沈静化したトリックショットは元弟子を助けるために現れた。2人の弓術者はモッキンバードと協力し、懸賞金目当てに現れたスーパーヴィランの軍団を倒した。クロスファイアとの戦いの後、ホークアイはファントムライダーとの一件の際に非難したことは誤りであったことをモッキンバードに話し、2人は和解する。ホークアイは犯罪者と戦って撃たれた後に装甲版のコスチュームを身につけ、ロサンゼルスのギャングと戦った。
その後ウエストコースト・アベンジャーズは悪魔メフィストとサタニッシュの間で起こった超常的戦いの最中に捕らえられる。チームは2体の悪魔を倒し、元の世界に送り返そうとした。しかしながらメフィストはブラストで報復攻撃を行い、モッキンバードはホークアイを守るために犠牲となり、彼の腕の中で死亡する。モッキンバードの死を悲しんだホークアイはウエストコースト・アベンジャーズを去り、その直後にチームは解散した。ホークアイは世界から自分自身を隔離するためにカナディアン・ロッキーに独り赴いた。そこで彼はすぐにシークレット・エンパイアと戦いを余儀なくされる。彼はシークレット・エンパイアのリーダーのバイパーと彼女に雇われたスーパーヴィランのジャベリンと彼の旧師であるトリックショットを倒した。
ホークアイはアベンジャーズに復帰し、その直後に彼を含むアベンジャーズはオンスロートとの戦いで命を落とした。しかしながらフランクリン・リチャーズにより彼ら全員はポケット・ユニバースに転送され、それぞれ元とは違う人生を送っていた。ヒーローたちは真実を知ると元の世界へと帰還した。フランクリンは新しい世界でヒーローたちを再創造する際に彼の記憶をベースにしたため、ホークアイの聴力は元通りに回復していた。

### サンダーボルツ
ホークアイはアベンジャーズへの所属を続け、タスクマスターとアルビノを倒そうとするアベンジャーズ研修生のジャスティスとファイアスターを助けた。その後ホークアイはバロン・ヘルムート・ジーモが追放された後のサンダーボルツの第一世代の指揮を執るためにアベンジャーズを辞めた。ホークアイは元チームメイトのキャプテン・アメリカの方法論でチームを訓練した。サンダーボルツはマスターズ・オブ・イビル、グラビトン、スカージ・オブ・ザ・アンダーワールド 等と戦った。またホークアイはメンバーのムーンストーンと恋愛関係となった。その後ホークアイとサンダーボルツはモッキンバードの魂を救うために地獄へと旅立つ。彼らは悪魔メフィストを倒すが、モッキンバードを見つけることはできなかった。ホークアイはサンダーボルツに完全な恩赦が与えられるようにするため自ら逮捕される。サンダーボルツの過去の犯罪歴は衣裳を着てヒーロー活動することを辞めるという条件で抹消されることとなるとチームは渋々ながら同意した。その後ホークアイが釈放された時、チームはグラビトンを倒すために戻ってくる。彼らがヒーロー活動をする準備が出来ていると確信したホークアイはシチズンV（実はバロン・ヘルムート・ジーモにコントロールされていた）に指揮権を託してチームを去った。

### 死亡とハウス・オブ・M
ホークアイは再度アベンジャーズに入り、メンバーのワスプと短期間だけ恋愛関係にあった。また彼はラオスの古代のアーティファクトを強奪する陰謀を発見したり、旧ソ連大佐の殺害事件を調査するなどの単独活動を行った。発狂したスカーレット・ウィッチが能力を暴走させ、ニューヨーク上空にクリーの軍艦隊が出現するとホークアイはチームメイトを守るために軍艦のエンジンに飛び込んで命を落とした。
スカーレット・ウィッチが世界を改変すると、ホークアイは以前の記憶をなくして復活する。レイラ・ミラーという若いミュータントの能力によってホークアイを含むヒーローたちの記憶が蘇ると、彼はスカーレット・ウィッチの行動を恐れた。ホークアイはワンダを背後から射つが、彼女が再創造した子供の1人によって再度殺される。最終的にスカーレット・ウィッチが世界を元に戻すと、ホークアイは死亡したままであると思われていたが、結成したばかりのニューアベンジャーズが旧アベンジャーズ・マンションでホークアイの死亡記事とコスチュームが彼の弓矢で射抜かれているのを見つける。

### 復活とニューアベンジャーズ
ニューアベンジャーズに知られないままホークアイは現実世界に復活を果たしていた。彼はドクター・ストレンジを探し、そして彼は新しい生活の折り合いを付けるまで避難所を提供した。ドクター・ストレンジの助言に従い、ホークアイはワンダゴア山を訪れると記憶とミュータント能力を失って普通の生活を送っていたワンダと再会した。2人は親密な関係となり、その後ホークアイは普通に暮らすワンダを残してワンダゴア山を去った。アメリカに帰国した彼はキャプテン・アメリカ暗殺事件を知る。ホークアイがトニー・スタークに詰め寄ると彼はキャプテン・アメリカの盾と衣裳を与え、その跡を継ぐように言う。ホークアイはその後、自分の名を継いでいたケイト・ビショップの言葉に触発され、スタークの申し出を拒否した。
ホークアイはドクター・ストレンジのもとへ戻り、ニューアベンジャーズと会う。チームがホークアイを誘うと彼はこれを受け、彼らはエコーを救出するため日本へと発つ。この際にクリントはホークアイのアイデンティティを使わず、ローニンの衣裳を着た。初代ローニンであったエコーは自身のアイデンティティを受け継いだクリントを祝福した。その後クリントはケイト・ビショップと再会し、ニューアベンジャーズの隠れ家へと招く。ケイトの弓術能力を確認し、アベンジャーズの精神が受け継がれてることに感銘を受けたクリントはホークアイのコードネームを使い続ける彼女を祝福した。
クリント（ローニン）はニューアベンジャーズと共にスクラルの宇宙船が墜落したサベッジランドへと出発した。墜落した船の中から誘拐されたと主張するヒーローたちが現れ、その中にはモッキンバードも含まれた。クリントは彼女が本物であると思い込んだが、ミスター・ファンタスティックの発明品によって船から出てきたヒーローたちは全員スクラルであることが判明した。後に地球がスクラルとの戦争に勝利した後、クリントは長年スクラルに誘拐されていた本物のモッキンバードと再会した。

### ダークレインとシージ
クリントは地球に戻ってから生活に適応しようとするモッキンバードを助けた。彼は彼女と共に邪悪な科学者によって作られた「汚い爆弾」を無効化するためにモニカ・ラパチーニとA.I.M.の軍団と戦うためにスペインのザラゴザへ赴いた。クリントとモッキンバードは長年離れていたにもかかわらず的確な連携で戦い、A.I.M.を倒して陰謀を砕いた。
スクラル戦争の終結後、S.H.I.E.L.D.は崩壊し、ノーマン・オズボーンが国家安全保障の権力を握った。オズボーンは以前のチームと同じ衣裳を着たヴィランたちのアベンジャーズを結成し、ブルズアイがホークアイの役を担った。他のニューアベンジャーズと共にテレビでオズボーンのアベンジャーズのニュースを見たクリントは唖然とした。クリントは仮面を脱いでテレビに出演し、公でノーマン・オズボーンとその体制を非難した。彼はその後ニューアベンジャーズの新しいリーダーに選出され、オズボーンとフッドを権力の座から引き下ろすことを最優先事項に掲げる。クリントはオズボーンに勝つ唯一の方法は彼を殺害することであると主張するが、他のメンバーの賛同は得られなかった。彼は単身でアベンジャーズ・タワーに乗り込むがオズボーン殺害に失敗し、背後からアレスの攻撃を受けて逮捕される。クリントは投獄され、メンタロによって拷問を受ける。彼は後にチームメイトによって助けられ、以前の行動について謝罪した。
クリントはシャロン・カーターと違う時間にいたスティーヴ・ロジャースを救出するためにレッドスカルと戦うキャプテン・アメリカ、ファルコン、ブラック・ウィドウを支援した。キャプテン・アメリカはクリントを含むニューアベンジャーズを率いてノーマン・オズボーン軍によるアスガルド侵攻を阻止した。

### ヒロイック・エイジ
「シージ」のイベントの後、スティーヴ・ロジャースは新しいアベンジャーズチームを立ち上げた。クリントもこのチームに参加し、再びホークアイのアイデンティティを使った（ ケイト・ビショップも引き続いてホークアイを名乗っている）。彼とモッキンバードはニューアベンジャーズのメンバーも兼任したが、後にホークアイはアベンジャーズからの緊急コールが入った際、妻と過ごす時間が欲しくて来ていたのだと述べてニューアベンジャーズを離れた。
ホークアイはモッキンバードと彼女の対テロ組織のワールド・カウンターテロリズム・エージェンシー（W.C.A.）を支援した。彼らはクロスファイアによる違法活動を操作し、またリンカーン・スレイドの子孫で後に新たなファントムライダーとなるジェイミー・スレイドと遭遇した。クロスファイアと新ファントムライダーはヒーローと戦うために手を組んだ。彼らとの戦いの結果、クロスファイアによってモッキンバードの母親は重傷を負い、ハミルトン・スレイドは死亡した。ホークアイはモッキンバードとの関係が拗れるとW.C.A.を抜けるが、スティーヴ・ロジャースから国際スパイの抹殺リストにモッキンバードの名前が含まれていることを知らされるとすぐに再合流した。
ホークアイとモッキンバードはブラック・ウィドウと組み、正体不明の新しいローニンとダーク・オーシャン・ソサエティと戦った。後に新しいローニンの正体は元レッドガーディアンでブラック・ウィドウの元夫のアレクセイ・ショスタコヴァであることが判明する。新ローニンとの最後の戦いの際にホークアイは頭部に強い打撃を受ける。ホークアイの頭部へのダメージは当初の想定よりも深刻であり、アベンジャーズがリーサル・リージョンと戦っている間に射撃の命中精度が低下していることが判る。戦いの後、トニー・スターク、ドナルド・ブレイク、スティーヴ・ロジャースは何がそれを引き起こしているかを判明させるためにホークアイを検査する。診断の結果、ホークアイの視力は着実に低下しており、失明に至ることが判る。スタークは失明を遅らせるテクノロジーを提供する。その後瀕死状態のトリックショットがアベンジャーズ・タワーに現れ、ホークアイの前で死亡する。彼を追い詰めた犯人を探すホークアイは新たにトリックショットを名乗る弟のバーニーによって攻撃を受ける。バーニーはなんとかホークアイを倒し、バロン・ジーモのもとへ連行した。ジーモは兄弟を死ぬまで戦わせようとした。ホークアイは失明寸前になりながらもトリックショットを圧倒し、ジーモは逃走した。その後捕らえられたトリックショットはホークアイの視力を回復させるために骨髄移植することに同意した。

### シャッタード・ヒーローズ
「フェアー・イットセルフ」の後、かつてウエスト・コースト・アベンジャーズの本拠地があったパロスベルデスに設置されたアベンジャーズ・アカデミーよりオファーを受けたクリントはそこで教官となった。ホークアイはまた新しいコスチュームを身に纏った。2012年よりホークアイはシークレットアベンジャーズのリーダーとなった。

## パワーと能力
ピム粒子を使ってゴライアスになっていた期間以外のホークアイは超人的な能力は持っていないが、少年時代のサーカス団での経験やトリックショットとソーズマンからの訓練により人間の限界レベルの剣術、弓術、アクロバティックさを身につけている。使用する弓の弦を引くには250重量ポンド (1,100ニュートン)＝112.245kg以上の力を必要とする。
またキャプテン・アメリカにより戦術、格闘技、白兵戦の訓練を受けている。射撃武器のうち特に弓矢を好んで使う彼は改造した「トリックアロー」を愛用している。ローニンとしての活動の際は日本刀やその他の近接武器を使っている。
ホークアイは移動手段として「スカイサイクル」を使用することで知られている。スカイサイクルは商用のスノーモービルにならって作られており、反重力技術の他に、音声運転とオートパイロット機能を備えている。最初のスカイサイクルはホークアイがクロス・テクノロジカル・エンタープライズに雇われていた際にジョージ・レイサムによって作られた。レイサムは後にウエストコースト・アベンジャーズに雇われてスカイサイクルを量産した。

## 他のバージョン

### ハウス・オブ・M
スカーレット・ウィッチが創造した「ハウス・オブ・M」の世界でのホークアイはルーク・ケイジが率いるチームの一員であった。

### マーベルゾンビーズ
『マーベルゾンビーズ』の世界でのホークアイはセントリーによって感染させられてゾンビ化した最初のスーパーヒーローのうちの1人であった。他のゾンビと共にマグニートーを襲っている際にホークアイはキャプテン・アメリカの盾によって首を切断されるが生存し、その後40年にわたってそのまま放置されていた。その結果彼は食欲から解放され、普通の人間に発見されて食人したいかを尋ねられた際には「違う、ただ話し相手が欲しい」と答えた。彼はワスプが使っているものと同じロボットの体を提供されてゾンビ軍と戦うが、ハルクによって殺される。

### MC2
MC2のリミテッドシリーズ『American Dream』では盲人となったクリント・バートンは引退し、ヒーローたちを訓練している。

### オールドマン・ローガン
『オールドマン・ローガン』では高齢となった盲人のホークアイが登場する。この世界のホークアイはピーター・パーカーのアフリカ系アメリカ人の娘と結婚した後に離婚する。彼らの娘のアシュリーは新しいスパイダーガールとなった後に新しいキングピンとなる。

### アルティメット・マーベル
アルティメット・マーベルのホークアイは『アルティメッツ』で初登場した。このホークアイはオリンピック出場経験のあるアーチャーであり、ニック・フューリーに雇われてブラック・ウィドウと共にS.H.I.E.L.D.秘密工作部のリーダーを務め、アルティメッツのメンバーとなった。また恋人のローラとのあいだに3人の子供をもうけていたが、『アルティメッツ2』でブラック・ウィドウが裏切ると殺害されてしまう。リベレイターズの戦いが終了するとホークアイは負傷したブラック・ウィドウが居る病院を突き止め、頭を射抜いた。

## MCU版
マーベル・シネマティック・ユニバース（MCU）では、ジェレミー・レナーが演じる。日本語吹替は下記を参照。
本項は、“アース616”（正史の宇宙）におけるクリント/ホークアイを主軸として表記する。

### キャラクター像
“ホークアイ”のコードネームで呼ばれる、左利きの天才アーチャー。『マイティ・ソー』と『アベンジャーズ』では“S.H.I.E.L.D.”のエリート・エージェントとして、以降の作品では、“アベンジャーズ”の一員として登場・活躍する。また、“ザ・ブリップ”の頃には“ローニン”としても活動していた。
「遠くからのほうがよく見える」と嘯いて、目にする対象を遠方から監視するやや風変わりで一匹狼的な側面と、渋いルックスを併せ持ち、アベンジャーズに加入してからも、慎重で僚友たちから一歩引いた位置に身を置くこともある。しかし酒が入ると砕けて皆を笑わせたり、プライベートでは妻のローラと、長男のクーパー、長女のライラ、次男のナサニエルを家族に持つ愛妻家で子煩悩な父でもあり、世間から非難されたアベンジャーズの僚友たちを自宅農場に匿う計らいを見せたり、ウルトロン軍団の猛威に戦意喪失してしまったワンダ・マキシモフ/スカーレット・ウィッチを激励したり、“ソコヴィア協定”に調印してないスティーブ・ロジャース/キャプテン・アメリカたちに、政府から追われる身となることを覚悟して加勢するなど、本質は家族愛や同志愛に溢れるナイスガイである。このことから、「借りがある」と言われているナターシャ・ロマノフ/ブラック・ウィドウ（初代）や、ザ・ブリップ後に出会ったケイト・ビショップ/ホークアイ（2代目）とも性別を越えた親友兼相棒同士の間柄を築いている。
彼は当初、アベンジャーズ候補ではなかったが、ロキによる地球侵攻の際に操られてしまったことを発端に、成り行き上トニー・スターク/アイアンマンやスティーブたちに加勢。ロキや“チタウリ”との決戦に挑んで以降は、アベンジャーズの一員として僚友たちを支えながら戦うヒーローとなる。

### 変異体
クリント・バートン / ホークアイ（アース82111）
“アース82111”におけるクリント/ホークアイ。正史のクリントと同様にS.H.I.E.L.D.エージェントである。
クリント・バートン / ホークアイ（アース51825）
“アース51825”におけるクリント/ホークアイ。正史のクリントと同様にS.H.I.E.L.D.エージェントであるが、同時にこの宇宙におけるアベンジャーズ候補の一人でもある。
クリント・バートン / ホークアイ（アース89521）
“アース89521”におけるクリント/ホークアイ。正史のクリントと同様にアベンジャーズの一員だが、“量子ウイルス”に感染してゾンビと化してしまう。
クリント・バートン / ホークアイ（アース29929）
“アース29929”におけるクリント/ホークアイ。正史のクリントと同様にアベンジャーズの一員であるが、家族や戦友の多くを失ったことから生きる気力を失いかけている。

### 能力
超人レベルの肉体とパワーは無いものの、アクロバティックな身のこなしを容易に行う身体能力と、卓越した射撃能力、驚異的な視力・反射神経を持つため、弓で放った矢を百発百中で相手に命中させる、或いは外したかに見せかけて何かしらの効果を必ず加えるなど、アーチャーとしての実力は常人をはるかに上回っている。生身での格闘戦・白兵戦能力と、戦地における状況分析能力、潜入と脱出のノウハウも優れており、車両・航空機の操縦すらも難なくこなし、自身にかけられた簡易的な手枷を外すテクニックや、ネオスポリン、綿棒、絆創膏、消毒用アルコールなどの市販の医療品を用いた怪我の適切な応急処置、後述の“トリック・アロー”を自ら組み立てられるほどのエンジニア技能まで、エージェントとして必要不可欠な技能を多数心得ている。また、英語だけでなく片言の日本語や、ある程度の手話といったの言語力も有し、フィンガースナップで弾いたコインを目的に当てる妙技も得意とする。

### ツール
トリック・アロー（Trick Arrows）
クリントが愛用する多数の矢。アルミとカーボンのハイブリッド製シャフトと、鏃で構成され、一つひとつに様々な効果を持つ。アベンジャーズに加入すると、トニーの改良により軽量化され、ミサイルや酸性弾など、鏃の種類も増加した。2024年のクリスマスシーズンにおける“トラックスーツ・マフィア”との決戦前には、ケイトのサポートの下、クリント自らの手でより多くのバリエーションの矢が作られ、ケイトがマフィアとのカーチェイスで各々の矢を判別をできず、困惑しながら初使用した経験から、シャフトにそれぞれの矢の効果名を記載したシールも貼り付けられる。
クリントはこれらの矢を、弓で発射するだけでなく、片手に握って直接相手に突き立てるといった使い方も披露している。
エクスプローシブ・アロー（Explosive Arrow）
小型爆弾を搭載する数多くの戦いで用いられた矢。タイマー式・遠隔操作式の2種類があり、大爆発・小爆発と破壊力の規模もさまざまである。ケイトもマフィアとのカーチェイスで使用する。
ロケット・アロー（Rocket Arrow）
小型ロケット弾を搭載した、より強力なエクスプローシブ・アロー。アース29929におけるクリントがヒドラのシベリア基地で、ウルトロン・セントリー軍団に対して自身を犠牲にしながら使用し、相手を破壊する。
USB・アロー（USB Arrow）
鏃が電子妨害用接続端子となっている矢。物理的な殺傷力は皆無だが、コネクタに挿さったコンピューターをシャットダウンさせるほか、データバンクのダウンロードが可能。正史のクリントはロキに操られた際に“ヘリキャリア”のブリッジのコンピューターに撃ち込んで本艦を墜落寸前にまで追い込んだほか、アース29929におけるクリントは、シベリア基地の端末にコピーされたアーニム・ゾラの人格をダウンロードしている。
マフィアとのカーチェイスでは、マンハッタン橋においてクリントから敵の注意を引き付ける目的でケイトに貸与され、アイヴァンに向けて放たれたが、彼に命中した途端に何の効果も無く跳ね落ちる。
バースト・ショット・アロー（Burst Shot Arrow）
鏃に光弾の放射機能が搭載された矢。単一の標的に命中後、周囲の複数の対象に向けて環状に光弾を放つ。“ニューヨーク決戦”において、チタウリに対して使用。
スキャッター・アロー（Scatter Arrow）
射出直後に空中で6本の矢に自動分割して標的へ向かう矢。“アベンジャーズの内乱”時に、縮小したスコット・ラング/アントマンを乗せたこの矢をトニー・スターク/アイアンマンに向かって使用。
インセンディアリィ・アロー（Incendiary Arrow）
テルミット化学混合物を含む焼夷弾を備えた矢。標的に命中すると、金属すらも溶解させるほどの高熱を発する。ニューヨーク決戦において、飛行するチタウリに対して使用し、相手が搭乗するチャリオットを溶解し、撃墜する。
グラップル・アロー（Grapple Arrow）
グラップリング・フックになる鏃と、高い伸縮性を持つワイヤーとして機能するシャフトで構成される矢。ニューヨーク決戦において高層ビルの屋上から低速で跳び降りる際に使用している。
ジップ・ライン・アロー（Zip Line Arrow）
グラップル・アローの発展型。マフィアとのカーチェイスでは、ケイトと共にマンハッタン橋から低速で跳び降りる際に使用し、マヤ・ロペスの自宅にケイトが侵入した際には、エレーナ・ベロワ/ブラック・ウィドウ（2代目）と渡り合いながら、ケイトを脱出させるためにビルとビルの間に放ってラインを展開した。また、ケイトもウィルソン・フィスク/キングピンへの直接攻撃に使用したが、通用せずに終わる。
パルス・アロー（Pulse Arrow）
着弾した瞬間に生身の人間を容易に弾き飛ばすほど強力なパルス衝撃波を全周囲360度へ放出する矢。“チャーチル”におけるユリシーズ・クロウの手下への攻撃に使用。
マインドワープ・アロー（Mindwarp Arrow）
命中した標的を無感覚にさせる特製の矢。チャーチルにおいて、忍び寄ってきたワンダの不意打ちを躱しつつ、彼女の額に直接この矢を押し当てて弱らせる。
エレクトリカル・アロー（Electric Arrow）
命中した標的を感電させる矢。“ソコヴィア”において、ウルトロン・セントリー群に対して使用。
EMP・アロー（EMP Arrow）
電磁パルスを放出する矢。アベンジャーズの内乱の直前にクリントは、“アベンジャーズ・コンパウンド”からワンダを連れ出す際にその場の左右へ射出した複数本のこの矢によってトラップを組むと、阻止に現れたヴィジョンに向けて放出された電磁パルスが彼を一時拘束する。
エレクトロ・リストレイント・アロー（Electro-Restraint Arrows）
命中時に帯電ワイヤーへと展開する矢。命中した人間を瞬時に拘束・感電させるほか、壁面の大穴にワイヤーを展開させてバリケードを形成する応用も可能。クリントはロックフェラー・センターでのマフィアとの決戦において、ギャングの1人に放って拘束・感電させ、ケイトはエレノア・ビショップを始末しようと彼女に迫るフィスクの足止めに使用する。
エレクトロマグネティック・アロー（Electromagnetic arrow）
命中箇所に強力な電磁場を発生させる矢。ロックフェラー・センターでのマフィアとの決戦において、現地の金属製の2基の旗竿の間に放って発生させた電磁場にギャングらが所持していた全ての銃器を引き寄せ、武装解除させる。
フレア・アロー（Flare Arrow）
照明弾が搭載された矢。射出された矢本体が明るく発光して暗所を照らすほか、仲間に信号を送る目的に使用される。サノスの群勢の襲撃時にクリントは、壊滅したアベンジャーズ・コンパウンドからの脱出中に、“アウトライダーズ”の気配を感じ取り、周囲を照らして相手の接近を確認するために使用。
ネット・アロー（Net Arrow）
トニーによって新設計された電磁ネットが搭載された矢。矢本体を射出直後に鏃から放出されるネットによって、多数の標的を絡め取り、その動きを封じるトラップとして使用できる。アース29929におけるクリントが、シベリア基地でウルトロン・セントリー群に対して使用し、ショートさせる。
フォース・フィールド・アロー（Force Field Arrow）
空間にエネルギー・フォース・フィールドを生成する小型ディスクを複数搭載した矢。射出されると、周囲360度へ放出された複数のディスクがフィールドを生成する。アース29929におけるクリントが、シベリア基地から脱出しながら、ウルトロン・セントリー群に対して使用し、その動きを抑える。
プランジャー・アロー（Plunger Arrow）
鏃が吸盤カップとなっている矢。描写された限りでは、一般的な吸盤としての役割しか備わっておらず、マフィアとのカーチェイスでケイトがこの矢の効果を知らないまま相手の自動車に撃ち、フロントガラスに貼り付いただけでその場は終わったが、クリントはマンハッタン橋に追い込まれた際に回収して保持し、ケイトと共に橋から跳び降りた際に、丁度走行していた橋の列車の側面に外壁に貼り付け、列車にしがみつくための手摺りとして使用する。
スモーク・スクリーン・アロー（Smoke Screen Arrow）
鏃から大量の紫色の煙を噴出する矢。ケイトはマフィアとのカーチェイスで、マンハッタン橋に差し掛かった際に追ってきた72年式チャレンジャーの車内に撃ち、乗車していたマヤ・ロペスとトマスを混乱させることでチャレンジャーをクラッシュさせた。クリントも、自分を狙撃してきたカジに対して使用し、狙撃を阻止させる。
ピム・アロー（Pym Arrow）
鏃に“ピム粒子”を搭載し、『PYM』の英字が刻印された矢。拡大用と縮小用の2種類があり、前者は青に、後者は赤に、鏃がそれぞれ発光している。
クリントはマフィアとのカーチェイスで、マンハッタン橋から跳び降りる直前の足止めとして拡大用の矢をケイトが空高く放った矢に放って命中・拡大化させ、マヤやギャングらに落とした。
マフィアとの決戦でも、ケイトがクリントの矢筒から縮小用の矢を拝借してギャングらが突っ込ませてきたトラックに放ち、ミニカーサイズに縮小させることに成功。そのトラックは飛んで来た梟に持ち去られる。
メッセンジャー・アロー（Messenger Arrow）
シャフト中央が極めて小さな手紙を収める容器となっている、矢文用の矢。殺傷力が皆無な矢の1本で、命中から数秒後に容器の蓋が開いて中身の手紙が露出する。クリントはこの矢を用いてアイヴァンらにマヤへのメッセージを書いた手紙を届ける。
フリーズ・アロー（Freeze Arrow）
内部が化学溶液で満たされた矢。対象に命中することで屋外にさらされた溶液が吸熱反応を引き起こし、当たった物体を凍結する。マフィアの決戦においてギャングの一人にこの矢を撃ち、命中した左足を凍らせる。
なお、クリントたちが矢を組み立てる場面で、“アイス・ブレイカー（ICE BREAKER）”と記載されたシールが登場したが、この矢に貼り付けたかどうかは不明。
ペッパー・スパイシー・アロー（Pepper Spray Arrow）
命中時にオレンジ色の胡椒を周囲に噴出する矢。マフィアとの決戦において、複数のギャングへ向かって打ち込み、噴出させた胡椒を刺激物として吸わせて咳き込ませる。
ソニック・アロー（Sonic Arrow）
着弾した箇所の周囲にいる者を弾き飛ばして脳震盪を引き起こさせるほどの喧ましい3ビートの爆音を放つ矢。最初はケイトがエレーナやマヤと三つ巴の乱闘を繰り広げて窮地に陥るクリントを救うために使用。後にクリントもマフィアとの決戦で使用し、ギャングらを吹き飛ばす。
このほかにも、クリントのものでありながら、ケイトのみが使用した矢各種も多数存在する。
弓
コンパウンドボウ
クリントがフィル・コールソンからのソー対処命令を受けて銃器庫から持ち出した弓。以降、クリントはこの弓を使用していない。
リカーブボウ
トリック・アローと対となるクリント愛用の弓。カーボンファイバー製のリムは折りたたみ式でシングルアクションの展開ができ、弦は普段は収納されているが、展開と同時に貼られる。レーザー照準器と、起爆スイッチ、無線リモコン内蔵で多数の矢や矢筒の操作が可能。接近戦時の打撃武器としても使用される。トニーの改良により、基本機能と使用用途はそのままに、矢を9本添えての発射が可能となり、接近戦用ロッドへの変形機能も追加された。
マフィアとのカーチェイスでは、愛用のリカーブボウを一時的に取り上げられていたケイトもトリック・アロー数本の射出に使用する。
クィパー
トリック・アローを収納する電子矢筒。多数のシャフトを固定し、底部の回転台に多種の鏃が収められている。弓のダイヤル操作で鏃が自動的にシャフトへ装填され一本の矢となり、用意される。
ニューヨーク決戦での矢筒は、オーソドックスな円筒形のものだったが、“ヒドラ”やウルトロンとの戦いでは、トニーによって新開発された2セットの矢筒を左右に組み合わせたものを背負い、アベンジャーズの内乱時には肉抜きによって軽量化された円筒形のものを使用。“デシメーション”から5年後にアベンジャーズへ復帰した際には金色のアクセントが入ったものを装備する。
スピード・ローダー
クリント用の新装備である小型の矢筒。ニューヨーク決戦の中で矢が尽きた経験を元に、トニーの手で開発され、コンパクトに収縮された多くの矢を同時に持ち運べる。ブーツの側面に取り付けて携行し、取り外して起動すると9本の矢が同時に伸張する。ソコヴィアでのウルトロン軍団との戦いで使用。
ユニフォーム
任務・戦闘時に着用する、紫と黒を基調とする戦闘服。弾力性のある襟付きの防弾ベストをシャツの上に着用し、射撃用アームガード、ダガーナイフやアンクルホルスター用のストラップが付いたS.H.I.E.L.D.製ブーツ、自動調整する矢筒用ショルダーストラップという軽装備を基本スタイルとし、任務や戦地によって袖にS.H.I.E.L.D.のロゴがプリントされたジャケットや、紫と黒のツートンカラーの防寒用ハーフコートを戦闘服の上に羽織る。また、内ポケットには愛する家族の写真を忍ばせている。
スーツ（ローニン）
デシメーションから5年後、ナターシャが迎えに来た際にクリントが着用していた戦闘服。金色のラインがアクセントとして入ったフードやマスク、刃が備えられた籠手、脛当て、草履状のブーツなど、忍装束を髣髴させるデザインが特徴。また、ローニンとして活動していた頃は弓矢を使用していなかったらしく、クリント/ホークアイとローニンが同一人物であることは世間に知られていなかった。アベンジャーズに復帰後は頭巾と覆面を外し、防弾ベストやアンクルホルスターを追加している。
2024年には、何らかの理由でクリントの手元から失われており、ジャック・デュケインたちが出席した闇オークションにおいて刀剣と共に頭巾と覆面が取り付けられた状態でロット番号309として出品されたが、その際、オークション会場をマフィアが襲撃し、同時に会場に潜入していたケイトが転がり込んできたこのスーツを自身の素性を隠すために着用し、そのままマフィアに立ち向かい、ニューヨーク市内を駆け回ったことで彼女はニュースで「再出現したローニンに、アーマンド・デュケイン3世殺害容疑をかけてしまう」ことになった。
後にニュースを見たクリントがケイトと邂逅したことでこのスーツは彼に返されることになるが、その寸前にマフィアの襲撃を受けたため、火事となったケイトの自室に置き去りにされ、その場の消火にあたったニューヨーク市消防局のグリルスに持ち去られて、ラープでのコスチュームに使われてしまった。これを知ったクリントがグリルスに接触し、彼とラープを行ったことでその礼として取り戻すことに成功。それから自身がローニンの正体であることをマヤへ知らせるための戦いでクリントが着用し、マフィアとの戦いが終結したクリスマス当日、血塗られた過去と決別する覚悟を決めたクリントにより、ケイト立ち会いの下で焼却される。
スーツ（ホークアイ）
2024年に知り合った“NYCラーパーズ”のミッシーによって作られた新しい戦闘用スーツ。黒を基調にこれまでのユニフォームよりも若干明るい紫を配し、袖と胸に矢印のシンボルが付いた布製の長袖シャツと、ズボン、手袋、ベルト、ブーツで構成されるシンプルなシルエットながらもヒーローらしくケイトのスーツとも意匠が共通しており、生地の伸縮性が優れていることから、このスーツの上にタキシードを難なく着込むこともできる。トラックスーツ・マフィアとの決戦で初めて着用し、このことを知ったケイトからは大喜びされる。
ダガーナイフ
白兵戦用のサブウェポン。ロキに操られてナターシャと戦った際及び、エレーナやマヤと三つ巴の乱戦となった際にケイトを逃す目的で使用。
警棒
白兵戦用のサブウェポン。アベンジャーズ・コンパウンドからワンダを連れ出す際に立ちはだかったヴィジョンに対して使用するも、相手の“ヴィブラニウム”製のボディに通用せずに折れてしまった。
手裏剣
デシメーションから5年後のクリントが使用する投擲武器。クリントはこれを使って東京のヤクザの多くを征伐する。
刀剣
デシメーションから5年後のクリントが振るう刀。日本刀のようなシルエットだが反りは浅めで身幅が広く、峰の側に肉抜きがされており、鍔が無い。通常は背負った鞘で携行する他、刀身が柄に収納される機能が備わっており、クリントの技量もあってアウトライダーを一刀両断するほどの斬れ味を誇る。
2024年のクリスマスシーズンにはローニンのスーツと一緒に闇オークションへ出品され、ジャックの叔父であるアーマンド3世が47万5,000ドルで落札するも、マフィア襲撃のどさくさでジャックがくすねていた。後にジャックは、ビショップ邸へ来訪したクリントを侵入者と誤解して彼の喉元にこの刀を当てたが、彼が著名なヒーローであると気づくとすぐに降ろした。
そしてクリントに回収され、彼とマヤとの一騎打ちにも持ち出され、クリントだけでなく奪い取ったマヤにも振るわれた。しかし、ローニンのスーツと異なり、最後まで処分された描写はない。
リストボウ（Wristbow）
サノスの群勢との最終決戦から使用する特殊リストバンド。針状の矢やグラップルワイヤーの射出機能を有し、マグライトを搭載している。
補聴器
サノスの群勢との最終決戦までの過酷な戦いの数々を経たことで弱った聴力を補うために、左耳に装着している補装具。
スティッキー・ボム
トラックスーツ・マフィアとの決戦で用いた爆弾。コムキャスト・ビル12階の一室の数ヶ所に複数設置し、遠隔操作で爆発させて崩した天井でアイヴァンらを生き埋めにしてあしらう。
ハンドガン
H&K P30
護身用のサブウェポンとして装備。ロキへの攻撃時と彼に操られた際に使用。アベンジャーズの内乱時にも所持していたが未使用。
ベレッタM84
“アベンジャーズ・タワー”にやってきたピエトロ・マキシモフ/クイックシルバーに対して使用し、彼の足元を崩す。
義腕（Prosthetic Arm）
アース29929におけるクリントが、激戦で失った右腕の代わりに装備している機械の右義腕。
ステルス・マント（Stealth Cloak）
アース29929におけるクリントが身に着けている特殊マント。本体に備わる光学迷彩機能を起動させることにより、着用者の姿を周囲の景色にとけこませ、他者から視認できなくさせる。モスクワにおけるウルトロン・セントリー群との戦いで使用。
このほかにも、ロキに操られた際に“虹彩スキャナー”を使用し、トラックスーツ・マフィアとの戦いではぬいぐるみや、アイスホッケーのスティックも用いている。ビークルでは“クインジェット”2種（S.H.I.E.L.D.の旧型機、アベンジャーズ仕様機）や、“ベネター号”を操縦したほか、ロキに操られた際にハマーH3、浮上したソコヴィアでは市内で乗り捨てられていたと思しきアウディ・A3 カブリオレ、マフィアとのカーチェイスでは、敵のアジトに駐車されていたクライスラー・ニューヨーカー・ブロアム（1977年モデル）を運転している。

### 各作品での活躍
『マイティ・ソー』
日本語吹替 - 阪口周平
ノンクレジット・カメオ出演としてMCU初登場。ニューメキシコに構えられたS.H.I.E.L.D.のベースキャンプの保安警備の任に就き、ベースキャンプへ突入したソーに対処するためコールソンの命令を受け、スナイパーとしてゴンドラに乗り込み、ソーに弓矢を構えるも、泥臭い戦いぶりでS.H.I.E.L.D.兵士を複数倒したソーを気に入ってきたとも発言した。 だがコールソンが最後まで攻撃を指示しなかったため、矢を放たずに終わる。
『アベンジャーズ』
日本語吹替 - 宮迫博之
本作から本格的に登場し、物語の中盤まではロキに操られ利用されてしまうが、後半以降はアベンジャーズの一員として活躍する。
“P.E.G.A.S.U.S.計画”の保安責任者の任に就き、“テッセラクト”の研究に励むエリック・セルヴィグを監視しニック・フューリーに伝えるが、そこに現れたロキによって洗脳され、テッセラクト強奪や、“イリジウム”の奪取に、“ヘリキャリア”襲撃の片棒までを担ぐこととなり、更にロキへナターシャの過去も打ち明けてしまった。
ヘリキャリア襲撃時に、本艦を墜落させようとエンジンを破壊し、コンピューターの制御系統もショートさせるが、ナターシャと格闘した末に頭を強打されて正気に戻った。
完全に洗脳が解けるまで時間がかかる中、自身の行いを悔いると共にロキへのリベンジを願い、クインジェットの操縦を依頼したスティーブやナターシャ、トニーとニューヨークへ飛び、クインジェットを撃墜されると、地上でチタウリに挑み、バスから出られなくなった人々の救出活動も行った。アベンジャーズが全員集合してからの決戦では、ビルの屋上からトリック・アローを巧みに使い分け、次々と敵を撃ち落とし、ロキへ一矢報いることも叶った。
物語のラストでは、捕縛されたロキを見てサングラス越しに笑みを浮かべ、ソーの帰郷を見送ってナターシャと共に去る。
『キャプテン・アメリカ/ウィンター・ソルジャー』では、スティーブとの戦闘シーンに登場する予定だったが、レナーに他の作品の撮影の契約があり果たされなかった
『アベンジャーズ/エイジ・オブ・ウルトロン』
日本語吹替 - 宮迫博之
本作では、アベンジャーズの一員としてヒドラやウルトロン軍団を相手に世界各国で連戦するほか、自身の人物像がより深く掘り下げられ、ピエトロと敵対していた頃から度々張り合ったり、愛する妻子を持っていたことが明かされるほか、アベンジャーズの僚友たちへのサポートと思いやりなども深く描写される。
冒頭のヒドラ戦では、ピエトロの不意打ちが遠因となって負傷したが、皆の援護で難を逃れ、ヘレン・チョによる“クレードル”の治療を受けて回復。戦勝とソーの送迎会を兼ねたパーティーの最中にウルトロンが奇襲して来た際には、スティーブに彼の盾を投げ渡した。
チャーチルではクロウの手下を次々と矢で射抜き、ロキに操られた経験からワンダの心理攻撃を瞬時にかわしてあしらう活躍も見せ、自分とトニー以外のヒーローたちが憔悴し、チームの世論までが悪化すると、セーブハウスとして自宅農場に皆を招き、ローラたちを紹介した。
ローラや子どもたちと休息しながら触れ合った後に、フューリーからの情報とブルースの推測を受けてスティーブやナターシャと3人でソウルに向かうと、ウルトロンと戦うスティーブを援護しつつ敵から人工生体ボディを奪取し、アベンジャーズ・タワーに持ち帰ることに成功。J.A.R.V.I.S.を人工生体ボディに移す作業を巡る小競り合いが起こると、タワーに連れられてきたピエトロをあしらった。
そしてウルトロンに捕まったナターシャからの報せでソコヴィアに向かってウルトロン軍団との決戦に臨み、ワンダを激励したほか、持ち前の弓術とトニーが改良した装備各種により、9本同時に矢を放つ妙技を披露し、戦いに巻き込まれた国民たちの避難誘導にあたったほか、ウルトロンの砲撃から現地の少年“コステル”を庇った際に、ピエトロの捨て身の行動に救われた。全ウルトロンの打倒後は、家族と過ごすことを希望し、アベンジャーズを一時脱退。ピエトロへの恩義から彼の名を、ローラとの間に生まれた次男のミドルネームとして付ける。
『シビル・ウォー/キャプテン・アメリカ』
日本語吹替 - 宮迫博之
本作では物語後半から登場。“ソコヴィア協定”の制定を受け、ヒーローとしての活動を引退すると決めたが、スティーブたちの危機を知り、彼の救援依頼に承諾。自身の過失に沈んでいたワンダを説得し、ヴィジョンによる阻止も回避すると共にスコットも連れて戦線に復帰。協定に反対してバッキー・バーンズ/ウィンター・ソルジャーにかかったテロの嫌疑を晴らそうとするスティーブの陣営に加勢する。
そして勃発したライプツィヒ・ハレ空港での大乱戦では、ナターシャに本気で挑めないこともあったが、ワンダや縮小したスコットと力を合わせて、武装面で大きく上回るトニーを翻弄し、スティーブたちをクインジェットに乗せるために自分たちが囮になるしかないと同陣営の面々に呼びかけた。ティ・チャラ/ブラックパンサーに自己紹介して白兵戦を仕掛ける余裕も見せたが、太刀打ちできずに敗北し、“ラフト刑務所”に収監されてしまう。
刑務所内では、後に来訪したトニーを罵るなどやけになっていたが、物語のラストでスティーブに救出される。
『アベンジャーズ/インフィニティ・ウォー』ではレナーは当初出演することを述べていたが、完成版には登場せず、スコットと同様、家族のためにサディアス・ロスと司法取引を交わして、本作の期間には自宅軟禁中であることが言及された。
『アベンジャーズ/エンドゲーム』
日本語吹替 - 宮迫博之
本作では物語前半ではローニンとして登場し、それ以降はアベンジャーズに復帰して僚友たちと共に“タイム泥棒”とサノスの群勢との最終決戦に挑む。
物語序盤では自宅軟禁中に家族と過ごし、ライラに弓を教えていたが、目を離した瞬間に起こったデシメーションにより、彼女を含めた家族全員が消滅する。
これによって自暴自棄になり、5年後にはデシメーションで消滅しなかった世界中の犯罪者を殺して回る活動に明け暮れていた。東京のヤクザ組織に単身挑んで全滅させた直後にナターシャが現われ、タイム泥棒に加わるよう説得される。一度は断ろうとするも家族を取り戻せる可能性を知らされると、今になって希望が示されたことに複雑な思いを抱きながらも作戦に加わることを決め、アベンジャーズに合流する。
作戦の準備段階でタイムトラベルの実験に自ら立候補し、5年以上前の自宅へタイムトラベルすると、思わず当時のライラへ声をかけるも、時間切れで顔を合わられず、2023年へ戻ることになったが、実験の成功を確信して希望を取り戻す。タイム泥棒では2014年へタイムトラベルし、同行したジェームズ・“ローディ”・ローズ/ウォーマシンとネビュラに“パワー・ストーン”の入手を任せると、自身はナターシャと共に惑星“ヴォーミア”へ“ソウル・ストーン”の入手に赴いた。だがヴォーミアで遭遇したヨハン・シュミット/レッドスカルから、「ストーンの獲得には愛する者の死が必要」だと教えられると、正義のない殺しを続けて血に塗れた自分にヒーローを名乗る資格はないと自覚していたことでナターシャと互いの命を尊重し、身の投げ合いを繰り広げることになってしまう。だが最後には自身の手を振りほどいたナターシャが崖から墜落死し、ソウル・ストーンを入手して2023年へ戻る。
ナターシャが命を落としたことを気に病みながら皆に知らせるが、ブルース・バナー/スマート・ハルクが“6つのインフィニティ・ストーン”を収めた“ナノ・ガントレット”を使って“スナップ”を行なうと、消滅した全生命の復活と共にローラから入り、両目に涙を浮かべて喜んだ。だが同時にサノスの群勢が2014年からタイムトラベル・襲撃してきたため、拾い上げたガントレットを敵に渡すまいと奮闘する。そこに現れたネビュラを2014年時の彼女と知らずにガントレットを渡して銃を向けられるも、駆けつけたガモーラとネビュラ（2023年）に救われて、スティーブの号令で全面対決に参戦。ここでもガントレットを敵の手に渡らないよう戦地を疾走しながら奮闘し、かつて自身を倒したティ・チャラに再会すると、彼にガントレット運搬を託した。
トニーによってサノスの群勢が消滅し戦いが終わると、自宅農場に帰って復活した家族全員と再会して喜び合い、後日家族全員と一緒にトニーの葬儀に参列。その傍らでナターシャも偲び、「（ナターシャに）平和を取り戻したことを教えてやりたかった」とワンダに告げるも、今度は彼女から励まされる。
『ブラック・ウィドウ』
日本語吹替 - 東地宏樹
本作では、ノンクレジット・カメオ出演としてナターシャの回想シーンに声のみ登場する。かつてKGBのスパイだったナターシャの暗殺任務のためブダペストに来訪し、彼女の隠れ家で対峙したが、その末にナターシャをS.H.I.E.L.D.にスカウトし、テストとしてドレイコフの暗殺を指示していたことが明らかにされた。
『ホワット・イフ...?』
日本語吹替 - 東地宏樹
シーズン1
第1話
アース82111におけるクリントが物語のラストに登場。 ニック・フューリーと共に、“ジョイント・ダーク・エナジー・ミッション・ファシリティーズ”でテッセラクトの実験に立ち会っていたところに開いたワームホールから現れた女性ヒーローがペギー・カーター/キャプテン・カーターであるとフューリーに伝える。
第3話
アース51825におけるクリントが物語前半に登場。ベースキャンプの保安警備の任に就いていたところに、ベースキャンプへ突入したソーに対処するためゴンドラに乗り込み、ソーに弓矢を構え、彼にコメントするフィル・コールソンに乗じて「（ソーが）いい髪型している」と発言した。 しかし攻撃指示が無かったにもかかわらず、矢を誤射してソーを死に至らしめてしまい、身柄を拘束され、何故こうなったのかと納得できずに監禁室で項垂れていたが、誤射した原因を生んだ者によって命を奪われる。
第5話
アース89521におけるクリントが登場。物語の序盤においてゴールデン・ゲート・ブリッジへ向かい、大量発生したゾンビ群に立ち向かおうとするが、“量子ウイルス”対策を全く講じていなかったことから、大量のゾンビに群がられたことでゾンビと化してしまった。
後にグランド・セントラル駅にゾンビの群れの一体として現れ、シャロン・カーターに矢を命中させるも、逃亡を許してしまう。
第8話
アース29929におけるクリントが登場。
第9話
アース89521のクリント（ゾンビ）が再登場。“ガーディアンズ・オブ・マルチバース”対インフィニティ・ウルトロンの戦地となった未開の惑星へ、ドクター・ストレンジ・スプリームが開いたゲートウェイからスティーブ/キャプテンやサム・ウィルソン/ファルコンらをはじめとする他のゾンビの死骸の群れと共にインフィニティ・ウルトロンへ向かって落下する。
シーズン2
『ホークアイ』
日本語吹替 - 東地宏樹
本作では、主役として登場。自身がかつて手放したローニンのスーツを着た人物の出現を知り、それまで目を背けてきたローニンとしての過去に向き合い、決着をつけるべく行動を開始する。その過程でかつてクリント自身も知らない間に影響を与えたケイトと出会い、ローニンとして活動していた頃に繋がりがあるトラックスーツ・マフィアとの戦いを通し、さまざまな技能を教えたり、自分のあるべき姿に対する考えやヒーローに必要な覚悟をアドバイスするなど、師弟にして相棒とも友人ともいえる関係を築くと共に、過去の因縁と根深いマヤやエレーナとも対峙することになるなど、混迷の度を増していく状況に直面するも、常に冷静さを損なうことなく奔走していく。更に、これまでの活躍からヒーローとしてニューヨークの人々から感謝や尊敬の眼差しを向けられるだけでなく、ケイトとの凸凹ぶりや、NYCラーパーズの面々に振り回されて困惑する姿など、これまで見せることが無かったコミカルな描写も披露する。
2024年のクリスマス6日前、子どもたちと共にニューヨークへ旅行し、観劇や料理などを4人で楽しむが、ニュースでローニンが再び現れたという報道を目にすると、ローニンのスーツを取り戻すために単身で動き始め、スーツを着たままマフィアに追い詰められていた人物を救って身柄を抑えるが、その正体が若い女子大生（ケイト）であることに驚愕。保護した彼女の自宅に案内されるも、マフィアの追撃による火災に遭ったことでスーツの回収は叶わず、後に鎮火したケイトの自宅へ消防士に扮して潜入した際に、スーツが無くなったことを知った。そこで、子どもたちにはクリスマス旅行中断を伝えてローラの下へ先に帰宅させ、アーマンド3世殺害容疑がかかったケイトには緊急時用の電話番号などを教えた代わりに、滞在するモイラ・ブランドンのアパートから出ないよう忠告した。
しかし従わなかった彼女の出勤に付き添った後、消防士に扮した際に掴んだスーツへの手がかりであるラーパーズに会うためセントラル・パークに向かい、そこでグリルスたちラーパーズとラープを渋々行い交流したことで漸くローニンのスーツを取り戻した。同時にトラックスーツ・マフィアともケリをつけることを決め、そのため帰宅が遅れるとローラに伝えると、ケイトの自宅前にマフィアを呼び出してわざと捕まり、一時は敵のアジトのポニーの電動遊具に拘束され、自分を追ってきたケイトも捕まり、姿を現したマヤからのローニンの正体についての尋問にケイトじゃないことを伝えつつ拘束を脱すると、解放したケイトと共にマヤらとの乱戦や激しいカーチェイスを制した。子どもたちには帰るのが遅れると伝えることになるも、ケイトとの交流が本格的になっていき、ジャックを調べるためにビショップ邸に潜入して、帰宅したエレノアにケイトと共に問題に取り組んでいることを話すと彼女の安全を約束し、ジャックがくすねていた刀剣の回収にも成功。ローラからマフィアの情報と彼女の腕時計も問題に含まれることを知らされ、ケイトと一連の問題の対処のミーティングを行いながらクリスマス映画マラソンに興じた傍らで、彼女にナターシャとの思い出やローニンの正体が自分であることまで打ち明けた。
クリスマスまで3日の翌日、カジに接触し、ローニンを追うことをやめるようマヤを説得しろと警告し、ラーパーズのウェンディ・コンラッドたちの協力も得ると、同日の夜に腕時計が置かれたマヤの自宅アパート前に赴き、ケイトが自身のレクチャーを無視して潜入し、腕時計を取り戻してバートン一家が調べられていたと突き止めた直後、自身は謎の暗殺者に襲われ、更に現れたマヤとも三つ巴の乱戦を繰り広げ、苦戦の末に彼女らが撤退した後、暗殺者がブラック・ウィドウであると分かると、事態を重く見てケイトを「君は相棒じゃない」とこの件から手を引くよう強く突き放した。
その後グリルスの自宅にラッキー/ピザ・ドッグと泊まり、夜が明けると家族を守るためにマヤとの一騎打ちを決意。同日の夜にローニンとなってカジらを容易く蹴散らし、マヤを激闘の末に追い詰めて彼女に正体を明かして警告すると共に、マフィアの初代リーダーでもあったマヤの父親の殺害を依頼した人物を間接的に打ち明け、駆け付けたケイトの援護でその場を離脱。彼女から先のブラック・ウィドウがエレーナであることを伝えられ、やがてエレノアとフィスクの繋がりを知ったケイトを改めて相棒と認め、マフィアとの決戦のために、ケイトと多数のトリック・アローを作成した。
そしてクリスマス・イヴの夜に、ケイトやラーパーズ一同とコムキャスト・ビルに赴き、ビルが銃撃されると、再び現れたエレーナの奇襲を回避してカジやアイヴァンを撃退。ロックフェラーセンター・クリスマスツリーに引っかかって身動きが取れなくなった挙句にケイトに救出される滑稽な場面もあったが、彼女との共闘で大挙して押し寄せるギャングらをトリック・アローで一網打尽にすることに成功。だが、一人になったところをエレーナから三度不意打ちされ、「姉に何があったのか」と問われると、ナターシャの選択と最期について告白するも、それを受け入れられないエレーナに一方的に叩き伏せられ窮地に陥った。しかし、彼女たち姉妹の秘密の口笛や幼少期の逸話を聞かされたことを話し、「彼女が選んだ道だ、受け入れて生きていくしかない」と説くと、抹殺を断念して自身に手を差し伸べたエレーナは立ち去った。
翌日のクリスマス当日。ケイトとラッキーを連れてバートン家に帰宅し、家族やケイトたちとクリスマスパーティーを楽しみつつ、回収していた腕時計をローラに託し、ローニンのスーツも焼却。これに立ち会ったケイトに、彼女のヒーロー名を“ホークアイ”と提案して託すことを示唆するカットで幕を閉じる。

## 他のメディア

### テレビ
- 『The Marvel Super Heroes』でのホークアイはクリス・ウィギンス（英語版）とポール・ソールズが声優を務めた。
- 『アイアンマン（英語版）』でのホークアイはジョン・ライリー（英語版）が声優を務めた。
- 『宇宙忍者ゴームズ』のエピソード「To Battle the Living Planet」ではゴライアスとしてカメオ出演した。
- 『The Avengers: United They Stand』でのホークアイはトニー・ダニエルズ（英語版）が声優を務めた。
- 『The Super Hero Squad Show』ではエイドリアン・パスダーが声優を務めた。
- 『アベンジャーズ 地球最強のヒーロー』でのホークアイはクリス・コックスが声優を務めた[125]。
- 『アイアンマン ザ・アドベンチャーズ』でのホークアイはアンドリュー・フランシスが声優を務めた。
- 『アルティメット・スパイダーマン』でのホークアイはトロイ・ベイカーが声優を務めた[126]。
- 『アベンジャーズ・アッセンブル』でも同じくトロイ・ベイカーが声優を務めた[127]。
- 『ディスク・ウォーズ:アベンジャーズ』でのホークアイは竹本英史が声優を務めた。

### その他の映画
- 『ネクスト・アベンジャーズ: 未来のヒーローたち』ではホークアイとモッキンバードの息子のフランシスが登場する。
- アニメ映画『アイアンマン: ライズ・オブ・テクノヴォア』でのホークアイ[128] はトロイ・ベイカーが声優を務めた。
- アニメ映画『アベンジャーズ コンフィデンシャル: ブラック・ウィドウ & パニッシャー』[129] ではマシュー・マーサーが声優を務めた。

### ゲーム
- コンピュータゲーム『Spider-Man: The Video Game』で操作可能キャラクターとしてホークアイが登場する。
- 『Captain America and the Avengers』で操作可能キャラクターとしてホークアイが登場する。
- 『Venom/Spider-Man: Separation Anxiety』ではサポートキャラクターとしてホークアイが登場する。
- 『MARVEL ULTIMATE ALLIANCE』のPSP版で操作可能キャラクターとしてホークアイが登場し[130]、声はノーラン・ノースが務めた。またXbox 360で「Heroes and Villains」バージョンがダウンロード可能である。
- 『アルティメット マーヴル VS. カプコン 3』で操作可能キャラクターとしてホークアイが登場し[131]、クリス・コックスが声優を務めた。
- 『Marvel Super Hero Squad Online』では操作可能キャラクターとしてホークアイが登場する。
- Facebookゲーム『Marvel: Avengers Alliance』では操作可能キャラクターとしてホークアイが登場する。
- 2012年の対戦型格闘ゲーム『Marvel Avengers: Battle for Earth』では操作可能キャラクターとしてホークアイが登場する
- 『リトルビッグプラネット』のダウンロードコンテンツ「Marvel Costume Kit 6」でホークアイが登場する[132]。
- MMORPG『Marvel Heroes』では5人のフリースターターヒーローのうち1人としてホークアイが登場し、声優はクリス・コックスが務めた[133][134]。
- 『LEGO マーベル スーパー・ヒーローズ ザ・ゲーム』では操作可能キャラクターとしてホークアイが登場する[135]。
- 『Marvel Avengers Alliance Tactics』では操作可能キャラクターとしてホークアイが登場し、トロイ・ベイカーが声優を務めた。
- 『ディズニーインフィニティ2.0マーベルスーパーヒーローズ』のフィギュアにはホークアイが登場し、トロイ・ベイカーが声優を務めた。
- 『マーベル VS. カプコン:インフィニット』では操作可能キャラクターとしてホークアイが登場し、クリス・コックスが声優を務めた。

### 舞台
- ステージショー『Marvel Universe: LIVE!』ではアベンジャーズのメンバーとしてホークアイが登場する[136]。

## 評価
ホークアイは『ウィザード』誌による歴代最高のコミックキャラクターでは45位となった。またIGNの同趣旨のランキングでは44位となった。
2012年より刊行が始まった第4期となる『ホークアイ』のオンゴーイングシリーズではアベンジャーズの「普通の人」であるホークアイがチームに参加していない時の動向に焦点が当てられ、好評を得た。『The A.V. Club』は「How did Hawkeye become Marvel’s best comic?」という題の記事で「長年スパイダーマンはマーベルのスーパーヒーローの普通の人と考えられていたが、このシリーズによってホークアイはその座を奪った」と評した。2013年に『ホークアイ』誌はアイズナー賞で5部門にノミネートされ、カバーアーティスト賞とペンシラーインカー賞を獲得した。またハーベイ賞では7部門にノミネートされて1部門で受賞を果たした。翌2014年に『ホークアイ』はアイズナー賞で5部門にノミネート て2部門で受賞を果たし、またハーベイ賞では5部門にノミネートされて1部門で受賞を果たした。

## コレクテッドエディション
| タイトル                                      | 収録内容 | 出版日         | ISBN           |
| --------------------------------------------- | --- | -------------- | -------------- |
| Hawkeye                                       | Hawkeye Vol.1 #1–4                                                                                          | 1988年6月      | 978-0871353641 |
| Avengers: Hawkeye                             | Hawkeye Vol.1 #1–4, Tales of Suspense #57, Marvel Super Action #1, Avengers #189, Marvel Team-Up #95        | 2010年3月      | 978-0785137238 |
| New Avengers: The Reunion                     | New Avengers: The Reunion #1–4, Dark Reign: New Nation #1                                                   | 2010年3月      | 978-0785138556 |
| Hawkeye & Mockingbird: Ghosts                 | Hawkeye & Mockingbird #1–6, Enter the Heroic Age #1                                                         | 2011年11月     | 978-0785144182 |
| Widowmaker                                    | Widowmaker #1–4                                                                                             | 2011年4月      | 978-0785152057 |
| Hawkeye: Blindspot                            | Hawkeye: Blindspot #1–4                                                                                     | 2011年7月      | 978-0785156000 |
| Avengers: Hawkeye: Earth's Mightiest Marksman | Hawkeye Vol. 2 #1-4, Hawkeye: Earth's Mightest Markestman #1; Material from Marvel Comics Presents #159-161 | 2012年2月      | 978-0785159391 |
| Avengers: Hawkeye Solo                        | Avengers Solo #1-5                                                                                          | 2012年4月      | 978-0785160717 |
| Hawkeye, Vol. 1: My Life as a Weapon          | Hawkeye Vol. 4 #1-5, Young Avengers Presents #6                                                             | 2013年3月      | 978-0785165620 |
| Hawkeye, Vol. 2: Little Hits                  | Hawkeye Vol. 4 #6-11                                                                                        | 2013年6月      | 978-0785165637 |
| Hawkeye, Vol. 3: L.A. Woman                   | Hawkeye Vol. 4 #14, 16, 18, 20, Annual #1                                                                   | 2014年10月21日 | 978-0785183907 |
| Hawkeye, Vol. 1 Hardcover                     | Hawkeye Vol. 4 #1-11, Young Avengers Presents #6                                                            | 2013年11月     | 978-0785184874 |

### 日本語版
| タイトル                                     | 収録内容                                        | 出版日     | ISBN              |
| -------------------------------------------- | ----------------------------------------------- | ---------- | ----------------- |
| ホークアイ: マイ・ライフ・アズ・ア・ウェポン | Hawkeye Vol. 4 #1-5, Young Avengers Presents #6 | 2014年8月  | 978-4796875233    |
| ホークアイ:リトル・ヒッツ                    | Hawkeye Vol.4 #1-11                             | 2015年8月  | 978-4-7968-7556-1 |
| ホークアイ:L.A.ウーマン                      | Hawkeye annual Hawkeye Vol.4 #14,#16,#18,#20    | 2015年11月 | 978-4-7968-7567-7 |
| ホークアイ:リオ・ブラボー                    | Hawkeye Vol.4 #17,#12,#13,#15,#19,#21,#22       | 2016年4月  | 978-4-7968-7583-7 |
| ホークアイ vs.デッドプール                   | #0,#1,#2,#3,#4                                  | 2016年5月  | 978-4-7968-7596-7 |